# Center for Beredskabskommunikation
Center for Beredskabskommunikation (CFB) er en dansk institution, der arbejder med udvikling, drift og administration af kommunikationssystemer for beredskabet i Danmark. CFB har til formål at sikre en velfungerende og teknologisk opdateret kommunikationsinfrastruktur for politi, brandvæsen, ambulancetjenester og andre beredskabsaktører, så de kan koordinere indsatsen effektivt i kritiske situationer.

## Historie
Center for Beredskabskommunikation blev etableret i forbindelse med udviklingen og implementeringen af det landsdækkende SINE-netværk (Sikkerhedsnettet), som er et digitalt radionetværk designet til beredskabsmyndigheder i Danmark. Netværket blev udviklet for at imødekomme behovet for en mere robust og sikker kommunikationsløsning, der kunne fungere i alle tænkelige beredskabsscenarier. Fra 29. august 2024 blev CFB en del af det nyoprettede Ministeriet for Samfundssikkerhed og Beredskab og er nu placeret under Beredskabsstyrelsen.

## SINE-netværket
SINE (SIkkerhedsNEttet) er Danmarks fælleskommunikationssystem for beredskabet. Systemet giver mulighed for sikker og krypteret kommunikation mellem beredskabsmyndigheder, hvilket er essentielt i akutte og tværgående indsatsforløb.
I henhold til Beredskabslovens § 29 er det et krav, at alle danske beredskabsmyndigheder benytter SINE til løsning af deres opgaver. Dette sikrer, at alle aktører i beredskabet har adgang til et fælles netværk, der kan håndtere kommunikation på tværs af myndigheder og organisationer. Netværket administreres af CFB i samarbejde med Dansk Beredskabskommunikation A/S som drifter anlægget.

## Opgaver og Ansvarsområder
CFB varetager en række opgaver relateret til beredskabskommunikation, herunder:
- Administration af SINE: Overvågning, vedligeholdelse og videreudvikling af radionettet.
- Rådgivning og support: Teknisk og operationel bistand til beredskabsmyndighederne.
- Uddannelse og træning: Kurser og undervisningsmateriale for at sikre korrekt brug af SINE.
- Teknologisk udvikling: Implementering af nye løsninger, der forbedrer beredskabskommunikationen.
- Internationale samarbejder: Deltagelse i europæiske og globale initiativer for at styrke kommunikation på tværs af landegrænser i beredskabssituationer.

### Undervisning og Kompetenceudvikling
For at sikre korrekt anvendelse af SINE tilbyder CFB forskellige former for undervisning og træning.
Dette inkluderer:
- SINE-instruktørkurserfor at uddanne nøglepersoner i beredskabet.
- Undervisningsfilm og -materialer, som bruges i forbindelse med introduktion og opdatering af viden.
- Workshops og øvelser, der simulerer realistiske beredskabssituationer for at træne operatører og ledere.

## 1-1-2
Center for Beredskabskommunikation spiller en central rolle i udviklingen og optimeringen af 1-1-2 systemet i Danmark på alarmcentralerne i Slagelse og Aarhus. 
1-1-2 er det nationale alarmnummer, som borgere kan ringe til i nødsituationer for at få hjælp fra politi, brandvæsen eller sundhedsberedskabet.
Et af de seneste projekter under CFB’s regi er at udvikle Next Generation 1-1-2, som sigter mod at udvide alarmopkald med muligheden for at sende tekstbeskeder, billeder og video direkte til alarmcentralen, hvilket kan give operatørerne bedre beslutningsgrundlag i kritiske situationer.

## Organisationsstruktur
Center for Beredskabskommunikation er organiseret under Beredskabsstyrelsen. 
Ledelsen af CFB består af en centerchef og 3 forskellige afdelinger. Den nuværende centerchef er Lene Gisselø Maaløe.

## Fremtidsperspektiver
Center for Beredskabskommunikation arbejder løbende på at modernisere og forbedre beredskabskommunikationen i Danmark. Blandt de fremtidige initiativer er:
- Overgang til nye teknologier såsom LTE- og 5G-baseret beredskabskommunikation.